# غودفري دينيس أرميل
غودفري دينيس أرميل (بالفرنسية: Godfrey Denis Armel)‏ هو لاعب كرة قدم سيشلي في مركز الدفاع، ولد في 16 أغسطس 1985. شارك مع منتخب سيشل لكرة القدم.

## وصلات خارجية
- غودفري دينيس أرميل على موقع قاعدة بيانات كرة القدم.إي يو (الإنجليزية)
- غودفري دينيس أرميل على موقع قاعدة بيانات كرة القدم.إي يو (الإنجليزية)
- غودفري دينيس أرميل على موقع ناشيونال فوتبول تيمز (الإنجليزية)